# Dante Hall
Pour les articles homonymes, voir Hall.
(en) Statistiques sur pro-football-reference
Dante Hall est un joueur américain de football américain, né le 20 septembre 1978 à Lufkin (Texas), qui évolue au poste de wide receiver. C'est un spécialiste des retours sur coups de pied.

## Biographie

### Carrière universitaire
Il effectua sa carrière universitaire avec les Aggies de Texas A&M.

### Carrière professionnelle
Après avoir joué en 2001 dans la NFL Europe, il fut drafté au 5e tour par les Chiefs de Kansas City en 2000.
Fin 2007, Hall a disputé 104 matchs de NFL, il a cumulé 1 642 yards à la passe pour 9 touchdowns et 11 541 yards en retour de coups de pied d'engagement (kickoff) ou de dégagement (punt) pour 12 touchdowns.

## Palmarès
- Pro Bowl : 2002,2003